# 名古屋市交通局1150形電車
名古屋市交通局1150形電車（なごやしこうつうきょく1150がたでんしゃ）は、かつて名古屋市交通局が保有していた市電用の路面電車車両である。

## 概要
老朽化した木造ボギー車LB形の台車・電装品を流用して、新製車体と組み合わせて製造された車両で、戦時中の1944年9月に日本車輌製造によって最初の9両が製造・投入され、終戦後も1946年9月から1948年11月にかけて日本車輌製造・新潟鐵工所の2社によって増備され、合計27両が製造された。
車体は、1400形類似の13m級中型車で、張り上げ屋根の側面窓配置1D4D4D1、2段上昇窓で両端扉は2枚引戸、中央扉は1枚引戸となっていた。前面は3枚窓で、中央扉上に方向幕を、右窓上に通風口を、窓下に前灯と車番を取り付けていた。直接制御方式で、足回りは50PSモーターを2基装備、ブリル76E2類似のコピー台車(但し高床台車）を履いていた。車内の内装は戦中・戦後の製造ゆえに天井の内張りなし、座席は板張り、車内灯は裸電球と粗末なものだったが、これらは1950年頃から順次改装されていった。
本形式は1400形以降に製造された車両の中では唯一の13m車で定員も100名と多いことから輸送力確保の面で重宝したため、後述のように日本車両製造製の1151 - 1170の20両は、昭和30年代から各種の改造が施されて、主力車の1400形や1500形に伍して使用された。その一方で新潟鐵工所製の1171 - 1177の7両は高床車のまま残置された。
1960年代以降の名古屋市電の縮小期にはまず高床車が置き換え対象となり、他社への譲渡や花電車への改造が実施され、1968年2月の大津町線大津橋 - 熱田線金山橋間の廃止に伴う運用減によって最後まで残った1172が廃車されることで、高床車は消滅した。低床改造されたグループは1972年2月末の浄心車庫・稲葉地車庫閉所時による車両の転配属の際に1166 - 1170の5両が廃車されるまで1両の廃車も出さなかった。その後1974年2月の熱田方面の路線廃止に伴う沢上車庫閉所時に1156 - 1165の10両が廃車されたが、残る1151 - 1155の5両は路線全廃の日まで残存した。

## 運用
大部分の車両が安田車庫（大久手）に配置されており、同車庫の担当系統から市東南部を走行する系統に多く運用され、メインラインの栄町線（広小路線）に乗り入れる60号系統（八事 - 大久手 - 今池 - 笹島町 - 名古屋駅前）や62号系統（瑞穂通三丁目 - 今池 - 笹島町 - 名古屋駅前（後に大門通））では輸送力を生かして2600形、2700形、3000形といった連接車各形式や名古屋市電が誇る1800形や2000形などの和製PCCカーとともに栄町線の主力として市内中心部でよく見ることができる車両であった。その後1955年までに日本車両製造製の20両は後述の低床改造のうえ安田車庫に集結した。高床車グループは浄心→沢上→港→稲葉地と各車庫を転々としながら他社への譲渡や花電車への改造で少しずつ在籍車を減らし、前述のように1968年2月に全車置き換えられて消滅した。
低床改造されたグループは安田車庫の主力車としてワンマン化改造も実施され、その輸送力を生かして市東部を走る60・61・63の各系統で運行され、1974年3月31日の路線全廃まで運用された。

## 改造

### 低床化改造・セミ無音化改造
種車の台車・モーターをそのまま使用していたために、登場時は高床式だった同形式を、1400形同様の低床式に改造した。改造は2段階に分けて実施され、その過程でセミ無音化された車両もあったが、全車には及ばなかった。
1. 1953年実施の1151 - 1160は、低床76E2類似の台車に交換して低床化された。
2. 1955年実施の1161 - 1170は、1800形後期車に採用された弾性車輪・ドラムブレーキ付きの住友FS61Aを新製して交換、低床化と同時にセミ無音化（セミPCCカー）化された[注釈 2]。

### 花電車への改造
高床のまま残った1171 - 1177の内、1964年から1965年にかけて1171・1174・1175・1177の4両が花電車に改造された。改造内容は運転台部分を残して車体を解体し、集電装置を取り付けるための櫓を設置するもので、付帯工事としては強度確保のため、台車脇部分に補強材を取り付けた。改造にあたっての改番は以下の通り。
- 1171・1177・1175・1174→花13 - 花16

### ワンマン化改造
1968年頃から、低床化されて残存していた20両全車が改造された。いわゆる「標準ワンマン」化改造であり、大型のワンマン表示器を前灯下部に取り付け、車番は小型化の上、系統番号表示器の下部に移設、運転台のワンマン操作卓は小型のものを設置した。進行方向に対して前扉を乗車用、中扉を降車用としたため、後扉は締切扱いとされ、外観は3扉車ながら実質は左右非対称の前中2扉車となった。

## 保存車・譲渡車
低床化されなかった7両のうち、1173・1176の2両が1964年11月に豊橋鉄道に譲渡され、同社の900形→モ3900形（3901・3902）となったが、1971年に廃車されている。
また、本形式は民間施設や公共施設での保存はなかった。従って現在では現車を見ることはできない。

## 車両諸元
- 車長：13000mm
- 車高：3595mm
- 車幅：2334mm
- 定員：100名
- 自重：15.97t
- 台車：
  - ブリル76E2型の類似コピー品
  - 住友FS61A
  - 日車NS-1
- 電動機：50PS（36.8kW）×2
- 製造：
  - 日本車輌製造（1151 - 1170）
  - 新潟鐵工所（1171 - 1177）